# Selección de fútbol de Biafra
La selección de fútbol de Biafra, es el equipo representativo del Estado de Biafra en las competiciones de fútbol.
Biafra fue admitidaen la segunda organización mundial. Biafra no es miembro de la FIFA, CAF y WAFU, por lo tanto no puede competir en los torneos que estos organizan.

## Historia
La Federación de Fútbol de Biafra nació el 22 de mayo de 2019. 
En octubre de 2020, la Federación de Fútbol de Biafra fue admitida en la ConIFA. ConIFA es la federación de fútbol para todas las asociaciones fuera de la FIFA.
Biafra participó en la primera edición de la Copa África de ConIFA, terminando en la primera colocación de tres selecciones participantes. En ese mismo torneo  un jugador de Biafra, Joe Junior Ike, ganó el premio al mejor jugador joven.

## Partidos
| Fecha              | Ciudad        | Competición                          | Local  | Resultado | Visitante        |
| ------------------ | ------------- | ------------------------------------ | ------ | --------- | ---------------- |
| 21 de mayo de 2022 | Johannesburgo | Copa África de Fútbol de ConIFA 2022 | Biafra | 0:1       | Matabelelandia   |
| 23 de mayo de 2022 | Johannesburgo | Copa África de Fútbol de ConIFA 2022 | Biafra | 1:0       | Plantilla:Yoruba |